# Ментерода
Ментерода (нем. Menteroda) — община в Германии, в земле Тюрингия.
Входит в состав района Унструт-Хайних. Население составляет 2019 человек (на 31 декабря 2015 года). Занимает площадь 27,31 км².
Коммуна подразделяется на 4 сельских округа.